# Sheena Easton
Sheena Shirley Orr (Bellshill (Schotland), 27 april 1959) is een van origine Schotse zangeres en actrice. In 1992 liet ze zich naturaliseren tot Amerikaanse.

## Biografie
Haar debuut in het televisieprogramma The Big Time leverde haar een eerste platencontract op. Haar eerste hit scoorde ze met het nummer Morning Train uit het voorjaar van 1981. Dit nummer was afkomstig van de soundtrack van de film 9 to 5. Met de titelsong van de James Bondfilm For Your Eyes Only scoorde Easton in het najaar van 1981 onder meer in Nederland een nummer 1-hit in zowel de Nederlandse Top 40, Nationale Hitparade als de TROS Top 50. In de jaren 80 en begin jaren 90 scoorde ze nog verschillende hits, waaronder enkele duetten met Kenny Rogers en Prince. Met deze laatste zong ze het nummer The Arms Of Orion, onderdeel van de soundtrack voor Batman.
Naast het zingen heeft Sheena Easton ook veel geacteerd. Haar rol als Caitlin Davies in Miami Vice vergrootte haar bekendheid. In de jaren 90 speelde ze vooral in musicals op Broadway. In 2017-18 speelde ze in de musical 42nd Street op West End.

## Discografie

### Albums
| Album met eventuele hitnotering(en) in de Nederlandse Album Top 100 | Datum van verschijnen | Datum van binnenkomst | Hoogste positie | Aantal weken | Opmerkingen |
| ------------------------------------------------------------------- | --------------------- | --------------------- | --------------- | ------------ | ----------- |
| You could have been with me                                         | 1982                  | 03-04-1982            | 25              | 9            |             |
| Madness, money and music                                            | 1982                  | 09-10-1982            | 42              | 4            |             |
| Do you                                                              | 1985                  |                       |                 |              |             |
| The lover in me                                                     | 1989                  | 28-01-1989            | 12              | 31           |             |
| What comes naturally                                                | 1991                  | 27-04-1991            | 39              | 8            |             |
| No Strings                                                          | 1993                  |                       |                 |              |             |

### Singles
| Single met eventuele hitnotering(en) in de Nederlandse Top 40 | Datum van verschijnen | Datum van binnenkomst | Hoogste positie | Aantal weken | Opmerkingen                                                                              |
| ------------------------------------------------------------- | --------------------- | --------------------- | --------------- | ------------ | ---------------------------------------------------------------------------------------- |
| Morning train (9 to 5)                                        | 1981                  | 09-05-1981            | 14              | 9            | Veronica Alarmschijf Hilversum 3 / #18 in de Nationale Hitparade / #15 in de TROS Top 50 |
| For your eyes only                                            | 1981                  | 15-08-1981            | 1(2wk)          | 11           | #1 in de Nationale Hitparade / #1 in de TROS Top 50                                      |
| You could have been with me                                   | 1981                  | 06-03-1982            | 14              | 7            | #17 in de Nationale Hitparade / #16 in de TROS Top 50                                    |
| A little tenderness                                           | 1982                  | 22-05-1982            | 29              | 4            | #38 in de Nationale Hitparade / #27 in de TROS Top 50                                    |
| Machinery                                                     | 1982                  | 21-08-1982            | tip6            | -            | #48 in de Nationale Hitparade / #41 in de TROS Top 50                                    |
| Ice out in the rain                                           | 1982                  | 27-11-1982            | tip17           | -            |                                                                                          |
| We've got tonight                                             | 1983                  | 26-02-1983            | 21              | 6            | met Kenny Rogers / #24 in de Nationale Hitparade / #22 in de TROS Top 50                 |
| The lover in me                                               | 1989                  | 04-02-1989            | 12              | 7            | #11 in de Nationale Hitparade Top 100                                                    |
| The arms of orion                                             | 1989                  | 11-11-1989            | 15              | 5            | met Prince / TROS Paradeplaat Radio 3 / #13 in de Nationale Hitparade Top 100            |
| Follow my rainbow                                             | 1990                  | 20-01-1990            | 16              | 7            | #14 in de Nationale Top 100 /                                                            |
| What comes naturally                                          | 1991                  | 11-05-1991            | 12              | 6            | #19 in de Nationale Top 100                                                              |
| You can swing it                                              | 1991                  | 03-08-1991            | tip13           | -            | #54 in de Nationale Top 100                                                              |

### NPO Radio 2 Top 2000
| Nummers met noteringen in de NPO Radio 2 Top 2000 | '99  | '00  |
| ------------------------------------------------- | ---- | ---- |
| For Your Eyes Only                                | 1326 | 1882 |
| We've Got Tonight (met Kenny Rogers)              | 1930 | -    |

1. ↑  Een '-' betekent dat het nummer niet was genoteerd en een vetgedrukt getal geeft de hoogste notering van een nummer aan.
2. ↑  Deze tabel is bijgewerkt tot en met de laatste editie (2024).